# Kvalifikace na Mistrovství Evropy ve fotbale 2004 – skupina 1
Zápasy této kvalifikační skupiny na Mistrovství Evropy ve fotbale 2004 se konaly v letech 2002 a 2003. Z pěti účastníků si postup na závěrečný turnaj zajistil vítěz skupiny. Druhý tým skupiny hrál baráž.

## Tabulka
| Tým       | Z | V | R | P | VG | IG | B  |
| --------- | - | - | - | - | -- | -- | -- |
| Francie   | 8 | 8 | 0 | 0 | 29 | 2  | 24 |
| Slovinsko | 8 | 4 | 2 | 2 | 15 | 12 | 14 |
| Izrael    | 8 | 2 | 3 | 3 | 9  | 11 | 9  |
| Kypr      | 8 | 2 | 2 | 4 | 9  | 18 | 8  |
| Malta     | 8 | 0 | 1 | 7 | 5  | 24 | 1  |

## Zápasy
| 7. září 2002                              |       |       |                                                                           |
| Slovinsko                                 | 3 – 0 | Malta | Bežigrad Stadium, Lublaň diváci: 7,000 rozhodčí: Georgios Borovilos (GRE) |
| Debono 37' (vl.) Šiljak 59' Cimirotič 90' |       |       | Bežigrad Stadium, Lublaň diváci: 7,000 rozhodčí: Georgios Borovilos (GRE) |

| 7. září 2002 |       |                       |                                                                    |
| Kypr         | 1 – 2 | Francie               | GSP Stadium, Nikósie diváci: 11,898 rozhodčí: Herbert Fandel (GER) |
| Okkas 14'    |       | Cissé 39' Wiltord 51' | GSP Stadium, Nikósie diváci: 11,898 rozhodčí: Herbert Fandel (GER) |

| 12. října 2002 |       |                       |                                                                                 |
| Malta          | 0 – 2 | Izrael                | Ta' Qali National Stadium, Ta' Qali diváci: 5,200 rozhodčí: Sergei Shebek (UKR) |
|                |       | Balili 56' Revivo 76' | Ta' Qali National Stadium, Ta' Qali diváci: 5,200 rozhodčí: Sergei Shebek (UKR) |

| 12. října 2002                                   |       |           |                                                                              |
| Francie                                          | 5 – 0 | Slovinsko | Stade de France, St. Denis diváci: 77,619 rozhodčí: Kim Milton Nielsen (NOR) |
| Vieira 10' Marlet 35', 64' Wiltord 79' Govou 86' |       |           | Stade de France, St. Denis diváci: 77,619 rozhodčí: Kim Milton Nielsen (NOR) |

| 16. října 2002 |       |                                         |                                                                                    |
| Malta          | 0 – 4 | Francie                                 | Ta' Qali National Stadium, Ta' Qali diváci: 10,000 rozhodčí: Alexandru Tudor (ROM) |
|                |       | Henry 25', 35' Wiltord 59' Carrière 84' | Ta' Qali National Stadium, Ta' Qali diváci: 10,000 rozhodčí: Alexandru Tudor (ROM) |

| 20. listopadu 2002      |       |            |                                                                 |
| Kypr                    | 2 – 1 | Malta      | GSP Stadium, Nikósie diváci: 5,000 rozhodčí: Anton Guenov (BUL) |
| Rauffmann 50' Okkas 74' |       | Mifsud 90' | GSP Stadium, Nikósie diváci: 5,000 rozhodčí: Anton Guenov (BUL) |

| 29. března 2003                                                 |       |       |                                                                           |
| Francie                                                         | 6 – 0 | Malta | Stade Félix-Bollaert, Lens diváci: 40,775 rozhodčí: Emil Bozinovski (MKD) |
| Wiltord 36' Henry 38', 54' Zidane 57' (pen.), 80' Trézéguet 70' |       |       | Stade Félix-Bollaert, Lens diváci: 40,775 rozhodčí: Emil Bozinovski (MKD) |

| 29. března 2003 |       |         |                                                                        |
| Kypr            | 1 – 1 | Izrael  | Tsirion Stadium, Limassol diváci: 9,000 rozhodčí: Thomas McCurry (SCO) |
| Rauffmann 61'   |       | Afek 2' | Tsirion Stadium, Limassol diváci: 9,000 rozhodčí: Thomas McCurry (SCO) |

| 2. dubna 2003                             |       |                  |                                                                                 |
| Slovinsko                                 | 4 – 1 | Kypr             | Bežigrad Stadium, Lublaň diváci: 5,000 rozhodčí: Paulo Manuel Gomes Costa (POR) |
| Šiljak 4', 14' Zahovič 38' (pen.) Čeh 43' |       | Konstantinou 10' | Bežigrad Stadium, Lublaň diváci: 5,000 rozhodčí: Paulo Manuel Gomes Costa (POR) |

| 2. dubna 2003 |       |                          |                                                                            |
| Izrael        | 1 – 2 | Francie                  | Renzo Barbera Stadium, Palermo diváci: 2,455 rozhodčí: Graham Barber (ENG) |
| Afek 2'       |       | Trézéguet 23' Zidane 45' | Renzo Barbera Stadium, Palermo diváci: 2,455 rozhodčí: Graham Barber (ENG) |

| 30. dubna 2003         |       |      |                                                                         |
| Izrael                 | 2 – 0 | Kypr | Renzo Barbera Stadium, Palermo diváci: 300 rozhodčí: Michal Benes (CZE) |
| Badir 88' Holtzman 90' |       |      | Renzo Barbera Stadium, Palermo diváci: 300 rozhodčí: Michal Benes (CZE) |

| 30. dubna 2003 |       |                             |                                                                                   |
| Malta          | 1 – 3 | Slovinsko                   | Ta' Qali National Stadium, Ta' Qali diváci: 2,500 rozhodčí: Attila Hanacsek (HUN) |
| Mifsud 90'     |       | Zahovič 15' Šiljak 36', 57' | Ta' Qali National Stadium, Ta' Qali diváci: 2,500 rozhodčí: Attila Hanacsek (HUN) |

| 7. června 2003 |       |                              |                                                                                    |
| Malta          | 1 – 2 | Kypr                         | Ta' Qali National Stadium, Ta' Qali diváci: 3,000 rozhodčí: Bernhard Brugger (AUT) |
| Dimech 73'     |       | Konstantinou 23' (pen.), 62' | Ta' Qali National Stadium, Ta' Qali diváci: 3,000 rozhodčí: Bernhard Brugger (AUT) |

| 7. června 2003 |       |           |                                                                        |
| Izrael         | 0 – 0 | Slovinsko | Atatürk Stadium, Antalya diváci: 1,800 rozhodčí: Massimo Busacca (SUI) |
|                |       |           | Atatürk Stadium, Antalya diváci: 1,800 rozhodčí: Massimo Busacca (SUI) |

| 6. září 2003                 |       |            |                                                                       |
| Slovinsko                    | 3 – 1 | Izrael     | Bežigrad Stadium, Lublaň diváci: 8,000 rozhodčí: Herbert Fandel (GER) |
| Šiljak 35' Knavs 37' Čeh 78' |       | Revivo 69' | Bežigrad Stadium, Lublaň diváci: 8,000 rozhodčí: Herbert Fandel (GER) |

| 6. září 2003                                 |       |      |                                                                         |
| Francie                                      | 5 – 0 | Kypr | Stade de France, St. Denis diváci: 45,000 rozhodčí: Leslie Irvine (SCO) |
| Trézéguet 7', 81' Wiltord 20', 41' Henry 60' |       |      | Stade de France, St. Denis diváci: 45,000 rozhodčí: Leslie Irvine (SCO) |

| 10. září 2003 |       |                          |                                                                         |
| Slovinsko     | 0 – 2 | Francie                  | Bežigrad Stadium, Lublaň diváci: 9,500 rozhodčí: Domenico Messina (ITA) |
|               |       | Trézéguet 9' Dacourt 71' | Bežigrad Stadium, Lublaň diváci: 9,500 rozhodčí: Domenico Messina (ITA) |

| 10. září 2003         |       |                                |                                                                     |
| Izrael                | 2 – 2 | Malta                          | Atatürk Stadium, Antalya diváci: 1,300 rozhodčí: Eric Blareau (BEL) |
| Revivo 16' Balili 79' |       | Mifsud 51' (pen.) Carabott 52' | Atatürk Stadium, Antalya diváci: 1,300 rozhodčí: Eric Blareau (BEL) |

| 11. října 2003                      |       |        |                                                                                      |
| Francie                             | 3 – 0 | Izrael | Stade de France, St. Denis diváci: 57,009 rozhodčí: Cosimo-Giancarlo Bolognino (ITA) |
| Henry 9' Trézéguet 24' Boumsong 42' |       |        | Stade de France, St. Denis diváci: 57,009 rozhodčí: Cosimo-Giancarlo Bolognino (ITA) |

| 11. října 2003            |       |                 |                                                                            |
| Kypr                      | 2 – 2 | Slovinsko       | Tsirion Stadium, Limassol diváci: 2,346 rozhodčí: Tom Henning Øvrebø (NOR) |
| Georgiou 71' Yiasoumi 81' |       | Šiljak 11', 41' | Tsirion Stadium, Limassol diváci: 2,346 rozhodčí: Tom Henning Øvrebø (NOR) |